# Just the Two of Us (Matt Dusk e Margaret)
Just the Two of Us è un album in studio collaborativo del cantante canadese Matt Dusk e della cantante polacca Margaret, pubblicato il 6 novembre 2015. Si tratta di un disco contenente dodici jazz standard.

## Tracce
1. Quiet Nights of Quiet Stars – 4:46
2. Just the Two of Us – 3:30
3. Something Stupid – 3:27
4. 'Deed I Do – 6:10
5. Gee Baby, Ain't I Good to You – 4:48
6. You Are the Sunshine of My Life – 4:03
7. Your Kiss Is on My List – 4:59
8. This Masquerade – 4:54
9. Girl from Ipanema – 5:31
10. How Insensitive – 4:24
11. Our Love Is Here to Stay – 4:24
12. They Can't Take That Away from Me – 5:12